# Segunda Guerra da Silésia
A Segunda Guerra da Silésia é o nome é usado para descrever a guerra da Prússia contra a Áustria entre 1744 e 1745. É segunda das três guerras da Silésia entre a Prússia de Frederico II e a Áustria de Maria Teresa.
A guerra começou em 1744 quando a Prússia invadiu a Boêmia para combater a ameaça à nova província da Silésia da Prússia, a ameaça é representada por uma revolta da monarquia de Habsburgo. Terminou em uma vitória prussiana com o Tratado de Dresden de 1745, que confirmou o controle prussiano da Silésia. O conflito pode ser visto como uma continuação da Primeira Guerra da Silésia, que terminou apenas dois anos antes.

## Antecedentes
O imperador de Habsburgo, Carlos VI, morreu em 1740 sem deixar um herdeiro masculino; ele foi sucedido por sua filha mais velha, que se tornou governante da Arquiduque da Áustria, bem como das terras boêmias e húngaras dentro da monarquia de Habsburgo, sendo conhecida como arquiduquesa Maria Teresa. Durante a vida do imperador Carlos, a sucessão feminina era reconhecida pelos estados imperiais. Após a morte de Charles, essa sucessão foi contestado pelos estados imperiais. Essas contestações foi usado por Frederico o Grande para que ele reivindicasse territórios da sua dinastia na terra da coroa de Habsburgo da Silésia, invadindo a Silésia dando início a Primeira Guerra da Silésia. Após os primeiros sucessos prussianos, outros poderes foram encorajados a atacar o sitiado reino de Habsburgo, ampliando o conflito, que se tornou a Guerra da Sucessão Austríaco. A França, a Espanha e a Baviera e outros reinos se juntaram em uma liga conhecida como Liga de Nymphenburg para apoiar os esforços uns dos outros para aproveitar o território de Habsburgo, ampliando o conflito.
A Guerra acabou com um tratado de paz entre a Prússia e a Áustria, conhecido como Tratado de Berlim. Neste mesmo tratado, a Áustria concedeu grande parte do território da Silésia para a Prússia em troca da neutralidade de Prússia na guerra contínua de sucessão Austríaco.

## Resultados
A guerra acabou com a vitória da Prússia sobre a monarquia de Habsburgo.